# Красногор (Ярославская область)
Красногор — деревня в Переславском районе Ярославской области.

## География
Находится в южной части Ярославской области на расстоянии приблизительно 10 км на север-северо-восток по прямой от районного центра города Переславль-Залесский.

## История
Известна с 1510 года как владение боярина Г.А Слизнева. Деревня была отмечена на карте 1808 года. В 1859 году здесь (деревня Переславского уезда Владимирской губернии) было учтено 5 дворов, в 1978 — 16. До 2018 года входила в состав Пригородного сельского поселения.

## Население
Численность населения: 42 человека (1859 год), 3 (русские 100 %) в 2002 году, 3 в 2010.